# Alchemilla mucronata
Alchemilla mucronata é uma espécie de rosácea do gênero Alchemilla, pertencente à família Rosaceae.